# Severino Salvemini
Severino Salvemini (Biella, 21 ottobre 1950) è un economista e artista italiano.

## Biografia
Nasce a Biella il 21 ottobre 1950, pronipote dello storico Gaetano Salvemini. Laureato presso l'Università commerciale Luigi Bocconi, dal 1993 al 2020 è stato professore ordinario di Organizzazione aziendale all'Università Bocconi, dove ha anche ricoperto la carica di Prorettore (1998-2002) e di presidente della Scuola di Direzione Aziendale (2003-2007). Nel 2021 ha ricevuto il titolo di professore emerito.
Ha insegnato in numerose università italiane e straniere (Università di Bologna, di Trento, Parthenope di Napoli, Stockholm School of Economics, INSEAD di Fontainebleau, Groupe HEC di Parigi, ‘’Fudan University’’ di Shanghai, American University di Dubai).
Ha ricoperto posizioni in Cda di numerose istituzioni (Teatro alla Scala di Milano, Biennale di Venezia, Cinecittà Holding, Istituto Luce, Banca Popolare di Milano, Lottomatica, Mikado Film, Anteo). È stato presidente esecutivo di Telecom Italia Media (editore di La7 e di MTV Italy) dal 2012 al 2015. Oggi siede nel consiglio di amministrazione di Dea Capital Real Estate Spa,, di Zegna Baruffa Spa, di AnteoSpazioCinema Spa, dell'Associazione Filarmonica della Scala e della Fondazione Magistretti. Dal 2020 è presidente della Fondazione Adecco.
La sua attività principale si colloca nella gestione delle istituzioni culturali e nell'economia dei settori creativi, di cui è considerato uno dei maggiori esperti nella gestione delle istituzioni culturali e nell'economia dei settori creativi. Ha diretto per dieci anni il Cleacc, Corso di laurea in Economia per le arti, la cultura e la comunicazione presso l'Università Bocconi. Da quello che si apprende da un volume del 2022 dedicato alla storia dell'Università Bocconi, il Cleacc è stato istituito grazie a un progetto elaborato da Marco Cattini, Claudio Dematté e Gino Zaccaria nel corso degli anni Novanta del secolo scorso.   

## L'artista
Attorno ai cinquant'anni, nella fase di piena maturità accademica, si è dedicato all'acquerello.
Ha esposto i suoi lavori per la prima volta nella mostra "Prego, farsi riconoscere al citofono" presso la Galleria Il Milione di Milano, poi alla mostra "Fantasmi Urbani" presso la Galleria Nuages di Milano e in seguito in "Jazz Frames" presso l’ADI Design Museum di Milano.

## Opere
- Gestire la crisi partendo dal futuro, Milano, Egea, 1997. ISBN 8823803829.
- Risorse Umane e strategie territoriali per competere in Europa, Milano, Egea, 2000. ISBN 8823805872.
- con Giuseppe Soda, Artwork & Network. Reti organizzative e alleanze per lo sviluppo dell'industria culturale, Milano, Egea, 2001. ISBN 8823807646.
- La città creativa. Per una nuova geografia di Milano, Milano, Egea, 2005.ISBN 8823830974.
- con Altagamma, Bella e possibile. Memorandum sull'Italia da comunicare, Skirà, 2009.
- con Francesco Casetti, È tutto un altro film. Più coraggio e idee per il cinema italiano, Milano, Egea, 2007. ISBN 978-88-238-3160-5.
- con Gianni Canova, Il Manager al buio, Milano, Rizzoli Etas, 2011. ISBN 9788817052689.
- con Antonella Carù, Management delle istituzioni culturali, Milano, Egea, 2011. ISBN 9788823821552.
- con Philippe Daverio e Beppe Severgnini, Prego, farsi riconoscere al citofono, Milano, Hoepli, 2014, ISBN 9788857223926
- Organizzazione aziendale, Milano, Egea, 2017
- Le liste degli altri. La musica amata da 139 italiani, Castelvecchi, 2018
- La vita in dieci film. 200 (e più) personaggi famosi intervistati sui film della loro vita, Castelvecchi, 2019
- con Costanza Sartoris e Arianna Riccardi, I festival jazz in Italia. Un’analisi di impatto sul territorio, Manni, 2020
- con Paola Cillo e Alfonso Gambardella, La nostra quarantena, Milano, Hoepli, 2020, ISBN 9788823851702
- Jazz Frames, Milano, Skira, 2021, ISBN 9788857246123